# Championnat du Paraguay de football 1928
Navigation
Édition précédente Édition suivante
La 21e édition du championnat du Paraguay de football est remportée par le Club Olimpia. C’est le sixième titre de champion du club, le deuxième consécutif. Olimpia l’emporte sur Club Libertad après trois matchs d’appui, les deux équipes ayant terminé le championnat avec le même nombre de points. Club Nacional complète le podium.
Comme souvent pour les saisons du championnat amateur, les résultats complets ne sont pas connus. 
La deuxième division est remportée par l’équipe de General Caballero de Zeballos Cué qui réintègre la première division. 

## Les clubs de l'édition 1928
| \| Asuncion: · Olimpia · Nacional · Sol de América · Guaraní · Cerro Porteño · River Plate · Atlántida · Sportivo Luqueño Asuncion Club Presidente Hayes \| Localisation des clubs engagés dans le championnat. |
| Asuncion: · Olimpia · Nacional · Sol de América · Guaraní · Cerro Porteño · River Plate · Atlántida · Sportivo Luqueño Asuncion Club Presidente Hayes                                                           |

| Club                  | Stade | Capacité | Ville            |
| --------------------- | ----- | -------- | ---------------- |
| Atlántida Sport Club  | -     | -        | Asuncion         |
| Club Cerro Porteño    | -     | -        | Asuncion         |
| Club Guaraní          | -     | -        | Asuncion         |
| Club Libertad         | -     | -        | Asuncion         |
| Club Nacional         | -     | -        | Asuncion         |
| Club Olimpia          | -     | -        | Asuncion         |
| Club Presidente Hayes | -     | -        | Presidente Hayes |
| Club River Plate      | -     | -        | Asuncion         |
| Club Sol de América   | -     | -        | Asuncion         |
| Sportivo Luqueño      | -     | -        | Asuncion         |

## Compétition

### Classement
| Rang | Équipe                   | Pts | J  | G | N | P | Bp | Bc | Diff |
| ---- | ------------------------ | --- | -- | - | - | - | -- | -- | ---- |
| 1    | Club Olimpia (T)         | 27  | 18 | . | . | . | .  | .  | 0    |
| 2    | Club Libertad            | 27  | 18 | . | . | . | .  | .  | 0    |
| 3    | Club Nacional            | 22  | 18 | . | . | . | .  | .  | 0    |
| 4    | Club Guaraní             | 21  | 18 | . | . | . | .  | .  | 0    |
| 5    | Club River Plate         | 20  | 18 | . | . | . | .  | .  | 0    |
| 6    | Sportivo Luqueño         | 16  | 18 | . | . | . | .  | .  | 0    |
| 7    | Atlántida Sport Club (P) | 15  | 18 | . | . | . | .  | .  | 0    |
| 8    | Club Cerro Porteño       | 15  | 18 | . | . | . | .  | .  | 0    |
| 9    | Club Sol de América      | 10  | 18 | . | . | . | .  | .  | 0    |
| 10   | Club Presidente Hayes    | 7   | 18 | . | . | . | .  | .  | 0    |

| Légende : Qualifications et relégations | Légende : Qualifications et relégations |
| --------------------------------------- | --------------------------------------- |
|                                         | Champion du Paraguay                    |
|                                         | Relégation en deuxième division         |
|                                         | (T) : Tenant du titre (P) : Promus      |

### Matchs de barrage
| match d'appui | Club Olimpia | 1-1 | Club Libertad |  |
| juillet 1929  |              |     |               |  |

| match d'appui | Club Olimpia | 0-0 | Club Libertad |  |
| juillet 1929  |              |     |               |  |

| match d'appui | Club Olimpia | 2-1 | Club Libertad |  |
| juillet 1929  |              |     |               |  |

## Bilan de la saison
| Championnat du Paraguay de football 1928                             |                                   |
| Champion                                                             | Club Olimpia (6e titre)           |
| Promotions et relégations                                            |                                   |
| Promus en Primera División                                           | General Caballero de Zeballos Cué |
| Relégués en Championnat du Paraguay de football de deuxième division | Club Presidente Hayes             |